# Radwanderweg Weinidylle
Der Radwanderweg Weinidylle „B57“ ist ein ca. 112 Kilometer langer grenzüberschreitender Radrundweg im Südburgenland und Ungarn.

## Streckenverlauf

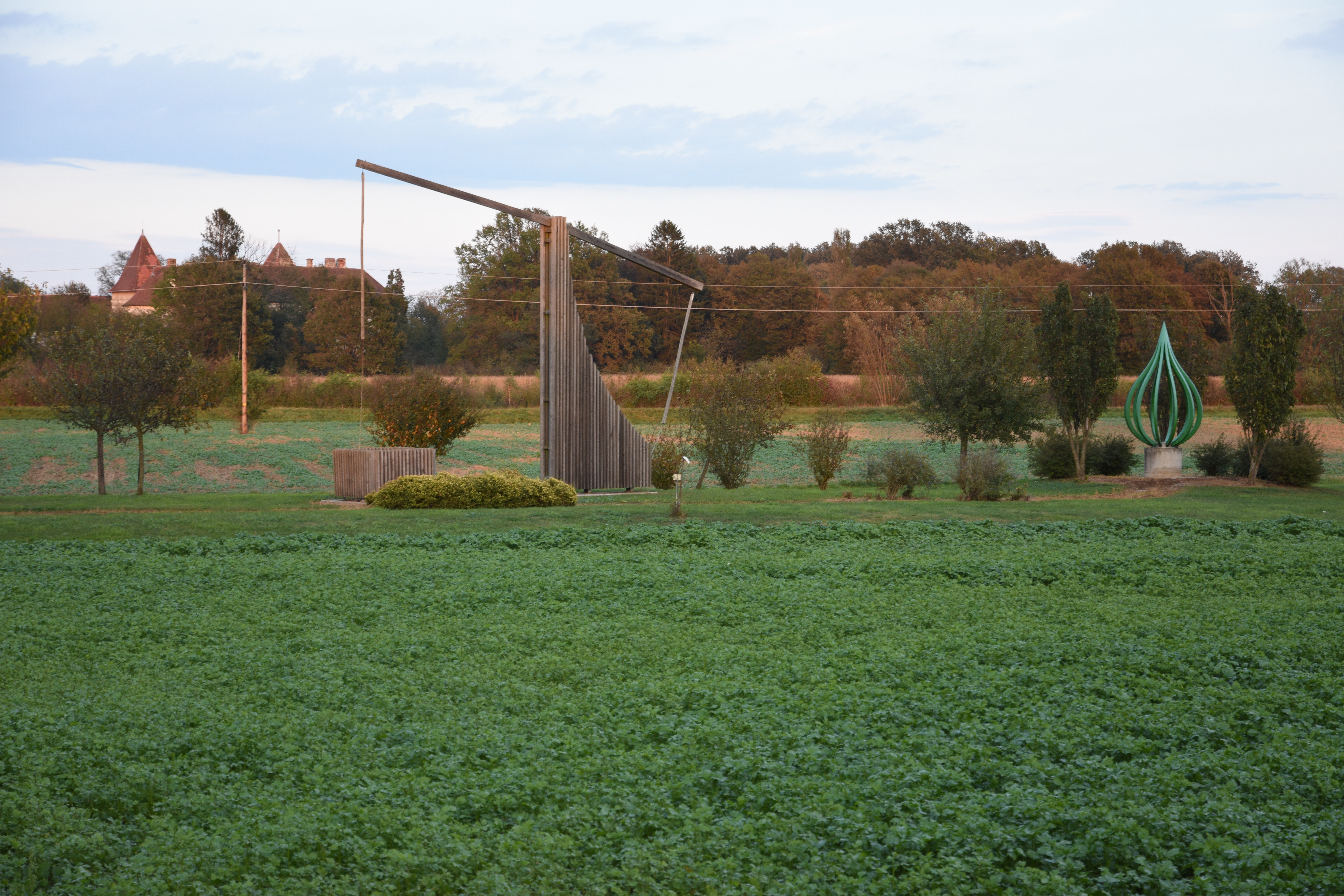
Weinidylle bei Eberau

Der Weg führt von Rechnitz aus durch das südliche Burgenland über Schachendorf, Deutsch Ehrensdorf nach Strem. Zwischen Eberau und Ják wird die ungarische Grenze überquert. In Ungarn ist der Radweg noch nicht als B57 ausgeschildert. Kurz vor Rechnitz wird die Grenze nach Österreich wieder überquert.

## Entlang der Strecke
- Wallfahrtskirche Maria Weinberg südlich von Gaas
- Schloss Eberau
- Abteikirche in Ják